# Списак насељених места у Француској: L
| A \| B \| C \| D \| E \| F \| G \| H \| I \| J \| K \| L \| M \| N \| O \| P \| Q \| R \| S \| T \| U \| V \| W \| X \| Y \| Z \| É |

- L'Escarène
- L'Haÿ-les-Roses
- L'Hermitage
- L'Hosmes
- L'Hôpital
- L'Hôpital-Saint-Blaise
- L'Hôpital-d'Orion
- L'Épine (Wandea)
- L'Île-Rousse
- L'Île-Saint-Denis
- La Bachellerie
- La Barre-en-Ouche
- La Bastide-Clairence
- La Baussaine
- La Bazoge (Sarthe)
- La Bazouge-du-Désert
- La Bellière (Seine-Maritime)
- La Bigne
- La Boissière (Eure)
- La Boissière-d'Ans
- La Bonneville-sur-Iton
- La Bosse (Sarthe)
- La Bosse-de-Bretagne
- La Bouille
- La Bouillie
- La Boussac (Ille-et-Vilaine)
- La Bouëxière
- La Brigue
- La Brillanne
- La Broque
- La Brousse
- La Brède
- La Bréole
- La Burbanche
- La Cadière-d'Azur
- La Cassagne (Dordogne)
- La Caule-Sainte-Beuve
- La Celle-Saint-Cloud
- La Cerlangue
- La Chapelle (Allier)
- La Chapelle-Anthenaise
- La Chapelle-Aubareil
- La Chapelle-Basse-Mer
- La Chapelle-Bayvel
- La Chapelle-Blanche (Côtes-d'Armor)
- La Chapelle-Bouëxic
- La Chapelle-Chaussée
- La Chapelle-Craonnaise
- La Chapelle-Erbrée
- La Chapelle-Faucher
- La Chapelle-Gaugain
- La Chapelle-Gauthier (Eure)
- La Chapelle-Grésignac
- La Chapelle-Hareng
- La Chapelle-Hullin
- La Chapelle-Huon
- La Chapelle-Janson
- La Chapelle-Launay
- La Chapelle-Montabourlet
- La Chapelle-Montmoreau
- La Chapelle-Neuve (Côtes-d'Armor)
- La Chapelle-Rainsouin
- La Chapelle-Rousselin
- La Chapelle-Réanville
- La Chapelle-Saint-Aubert
- La Chapelle-Saint-Jean
- La Chapelle-Thouarault
- La Chapelle-aux-Filtzméens
- La Chapelle-de-Brain
- La Chapelle-des-Fougeretz
- La Chapelle-du-Bois-des-Faulx
- La Chapelle-du-Lou
- La Ciotat
- La Coquille
- La Courneuve
- La Couture (Wandea)
- La Couture-Boussey
- La Couyère
- La Croisille
- La Croix-Blanche
- La Croix-Saint-Leufroy
- La Croix-Saint-Ouen
- La Digne-d'Amont
- La Digne-d'Aval
- La Dominelais
- La Dornac
- La Dorée
- La Douze
- La Fage-Montivernoux
- La Fage-Saint-Julien
- La Ferrière (Côtes-d'Armor)
- La Ferrière (Wandea)
- La Ferrière-sur-Risle
- La Feuillade (Dordogne)
- La Fontenelle (Ille-et-Vilaine)
- La Force (Dordogne)
- La Forêt-du-Parc
- La Fresnais
- La Garde (Var)
- La Garde-Freinet
- La Garenne-Colombes
- La Godefroy
- La Gonterie-Boulouneix
- La Gouesnière
- La Goulafrière
- La Guerche-de-Bretagne
- La Guéroulde
- La Haie-Fouassière
- La Haie-Traversaine
- La Hallotière
- La Haute-Beaume
- La Haye (Seine-Maritime)
- La Haye-Aubrée
- La Haye-Malherbe
- La Haye-Saint-Sylvestre
- La Haye-de-Calleville
- La Haye-de-Routot
- La Haye-du-Theil
- La Haye-le-Comte
- La Heunière
- La Houssaye
- La Jemaye
- La Lande-Saint-Léger
- La Lande-d'Airou
- La Lande-de-Fronsac
- La Limouzinière
- La Madeleine
- La Madeleine-de-Nonancourt
- La Malmaison
- La Maxe
- La Milesse
- La Mézière
- La Neuve-Grange
- La Neuve-Lyre
- La Nouaye
- La Noë-Blanche
- La Noë-Poulain
- La Pallu
- La Palud-sur-Verdon
- La Petite-Marche
- La Petite-Pierre
- La Piarre
- La Porta (Haute-Corse)
- La Poterie-Mathieu
- La Pyle
- La Redorte
- La Regrippière
- La Remaudière
- La Renaudière
- La Richardais
- La Rivière (Gironde)
- La Roche-Bernard
- La Roche-Chalais
- La Roche-Clermault
- La Roche-Derrien
- La Roche-Maurice
- La Roche-Morey
- La Roche-Noire
- La Roche-en-Brenil
- La Roche-sur-Grane
- La Roche-sur-Yon
- La Roche-sur-le-Buis
- La Rochebeaucourt-et-Argentine
- La Rochette (Ardèche)
- La Rochette (Charente)
- La Rochette-du-Buis
- La Roque-Gageac
- La Roquette
- La Roquille
- La Roussière
- La Rouxière
- La Roë
- La Réole
- La Réunion (Lot-et-Garonne)
- La Salle-de-Vihiers
- La Salle-et-Chapelle-Aubry
- La Saussaye
- La Sauve (Gironde)
- La Sauvetat-de-Savères
- La Sauvetat-du-Dropt
- La Sauvetat-sur-Lède
- La Selle-Guerchaise
- La Selle-en-Coglès
- La Selle-en-Luitré
- La Seyne-sur-Mer
- La Teste-de-Buch
- La Tour-Blanche
- La Trinité (Eure)
- La Trinité-de-Réville
- La Trinité-de-Thouberville
- La Vacherie
- La Valette-du-Var
- La Vancelle
- La Verrie (Wandea)
- La Vieille-Lyre
- La Ville-ès-Nonais
- La Villette (Calvados)
- La Walck
- La Wantzenau
- Laas (Gers)
- Laas (Loiret)
- Labalme
- Labarde
- Labaroche
- Labarrère
- Labarthe (Gers)
- Labarthe (Tarn-et-Garonne)
- Labarthe-Bleys
- Labarthe-Inard
- Labarthe-Rivière
- Labarthe-sur-Lèze
- Labarthète
- Labassère
- Labastide
- Labastide-Beauvoir
- Labastide-Castel-Amouroux
- Labastide-Chalosse
- Labastide-Clermont
- Labastide-Cézéracq
- Labastide-Dénat
- Labastide-Esparbairenque
- Labastide-Gabausse
- Labastide-Marnhac
- Labastide-Monréjeau
- Labastide-Murat
- Labastide-Paumès
- Labastide-Rouairoux
- Labastide-Saint-Georges
- Labastide-Saint-Pierre
- Labastide-Saint-Sernin
- Labastide-Savès
- Labastide-Villefranche
- Labastide-d'Anjou
- Labastide-d'Armagnac
- Labastide-de-Lévis
- Labastide-de-Penne
- Labastide-de-Virac
- Labastide-du-Haut-Mont
- Labastide-du-Temple
- Labastide-du-Vert
- Labastide-en-Val
- Labastide-sur-Bésorgues
- Labastidette
- Labathude
- Labatie-d'Andaure
- Labatmale
- Labatut (Ariège)
- Labatut (Landes)
- Labatut (Pyrénées-Atlantiques)
- Labatut-Rivière
- Labbeville
- Labeaume
- Labenne
- Labergement-Foigney
- Labergement-Sainte-Marie
- Labergement-du-Navois
- Labergement-lès-Auxonne
- Labergement-lès-Seurre
- Laberlière
- Labescau
- Labesserette
- Labessette
- Labessière-Candeil
- Labets-Biscay
- Labeuville
- Labeuvrière
- Labeyrie
- Lablachère
- Laboissière-en-Santerre
- Laboissière-en-Thelle
- Laborde
- Laborel
- Labosse
- Labouheyre
- Laboulbène
- Laboule
- Labouquerie
- Labourgade
- Labourse
- Laboutarie
- Labretonie
- Labrihe
- Labrit
- Labroquère
- Labrosse
- Labrousse
- Labroye
- Labruguière
- Labruyère (Côte-d'Or)
- Labruyère (Oise)
- Labruyère-Dorsa
- Labry (Meurthe-et-Moselle)
- Laburgade
- Labège
- Labécède-Lauragais
- Labégude
- Labéjan
- Lac-des-Rouges-Truites
- Lacabarède
- Lacadée
- Lacajunte
- Lacalm
- Lacam-d'Ourcet
- Lacanau
- Lacanche
- Lacapelle-Barrès
- Lacapelle-Biron
- Lacapelle-Cabanac
- Lacapelle-Livron
- Lacapelle-Marival
- Lacapelle-Pinet
- Lacapelle-Ségalar
- Lacapelle-Viescamp
- Lacapelle-del-Fraisse
- Lacarre
- Lacarry-Arhan-Charritte-de-Haut
- Lacassagne
- Lacaugne
- Lacaune
- Lacaussade
- Lacave (Ariège)
- Lacave (Lot)
- Lacaze
- Lacelle
- Lacenas
- Lachaise
- Lachalade
- Lachambre
- Lachamp
- Lachamp-Raphaël
- Lachapelle (Lot-et-Garonne)
- Lachapelle (Meurthe-et-Moselle)
- Lachapelle (Somme)
- Lachapelle (Tarn-et-Garonne)
- Lachapelle-Auzac
- Lachapelle-Graillouse
- Lachapelle-Saint-Pierre
- Lachapelle-aux-Pots
- Lachapelle-en-Blaisy
- Lachapelle-sous-Aubenas
- Lachapelle-sous-Chanéac
- Lachapelle-sous-Chaux
- Lachapelle-sous-Gerberoy
- Lachapelle-sous-Rougemont
- Lachassagne
- Lachau
- Lachaussée
- Lachaussée-du-Bois-d'Ecu
- Lachaux
- Lachelle
- Lachy (Marne)
- Lacollonge
- Lacombe
- Lacommande
- Lacoste (Hérault)
- Lacoste (Vaucluse)
- Lacougotte-Cadoul
- Lacour
- Lacour-d'Arcenay
- Lacourt
- Lacourt-Saint-Pierre
- Lacq
- Lacquy
- Lacrabe
- Lacres
- Lacroisille
- Lacroix-Barrez
- Lacroix-Falgarde
- Lacroix-sur-Meuse
- Lacropte
- Lacrost
- Lacrouzette
- Lacs
- Lacépède
- Ladapeyre
- Ladaux
- Ladern-sur-Lauquet
- Ladevèze-Rivière
- Ladevèze-Ville
- Ladignac-le-Long
- Ladignac-sur-Rondelles
- Ladinhac
- Ladirat
- Ladiville
- Ladoix-Serrigny
- Ladon
- Lados
- Ladoye-sur-Seille
- Laduz
- Lafage
- Lafage-sur-Sombre
- Lafare
- Lafarre (Ardèche)
- Lafat
- Lafauche
- Laferté-sur-Amance
- Laferté-sur-Aube
- Lafeuillade-en-Vézie
- Laffaux
- Laffite-Toupière
- Laffrey
- Lafitole
- Lafitte
- Lafitte-Vigordane
- Lafitte-sur-Lot
- Lafox
- Lafrançaise
- Lafraye
- Lafresguimont-Saint-Martin
- Lafrimbolle
- Laféline
- Lagamas
- Lagarde (Ariège)
- Lagarde (Gers)
- Lagarde (Haute-Garonne)
- Lagarde (Hautes-Pyrénées)
- Lagarde (Moselle)
- Lagarde-Enval
- Lagarde-Hachan
- Lagarde-Paréol
- Lagarde-d'Apt
- Lagarde-sur-le-Né
- Lagardelle
- Lagardelle-sur-Lèze
- Lagardiolle
- Lagardère
- Lagarrigue (Lot-et-Garonne)
- Lagarrigue (Tarn)
- Lageon
- Lagery
- Lagesse
- Lagleygeolle
- Laglorieuse
- Lagnes
- Lagney
- Lagnicourt-Marcel
- Lagnieu
- Lagny
- Lagny-le-Sec
- Lagny-sur-Marne
- Lagor
- Lagorce (Ardèche)
- Lagorce (Gironde)
- Lagord
- Lagos (Pyrénées-Atlantiques)
- Lagrand
- Lagrange (Hautes-Pyrénées)
- Lagrange (Landes)
- Lagrange (Territoire-de-Belfort)
- Lagrasse
- Lagraulet-Saint-Nicolas
- Lagraulet-du-Gers
- Lagraulière
- Lagrave
- Lagruère
- Lagrâce-Dieu
- Laguenne
- Laguian-Mazous
- Laguinge-Restoue
- Laguiole
- Lagupie
- Laguépie
- Lahage
- Lahas
- Lahaymeix
- Lahayville
- Laheycourt
- Lahitte
- Lahitte-Toupière
- Lahitère
- Lahonce
- Lahontan
- Lahosse
- Lahourcade
- Lahoussoye
- Laifour
- Laigne
- Laignelet
- Laignes
- Laigneville
- Laigny
- Laigné
- Laigné-en-Belin
- Lailly
- Lailly-en-Val
- Laillé
- Laimont
- Lain
- Laines-aux-Bois
- Lains
- Lainsecq
- Lainville
- Laire
- Laires
- Lairière
- Lairoux
- Laissac
- Laissaud
- Laissey
- Laives (Saône-et-Loire)
- Laix
- Laiz
- Laize-la-Ville
- Laizy
- Laizé
- Lajo
- Lajoux
- Lalacelle
- Lalande
- Lalande-de-Pomerol
- Lalande-en-Son
- Lalandelle
- Lalandusse
- Lalanne (Gers)
- Lalanne (Hautes-Pyrénées)
- Lalanne-Arqué
- Lalanne-Trie
- Lalaye
- Lalbarède
- Lalbenque
- Laleu (Orne)
- Laleu (Somme)
- Lalevade-d'Ardèche
- Lalheue
- Lalinde
- Lalizolle
- Lallaing
- Lalleu
- Lalley
- Lalleyriat
- Lalobbe
- Laloeuf
- Lalongue
- Lalonquette
- Laloubère
- Lalouret-Laffiteau
- Lalouvesc
- Laluque
- Lama (Francja)
- Lamadeleine-Val-des-Anges
- Lamagdelaine
- Lamagistère
- Lamaguère
- Lamaids
- Lamalou-les-Bains
- Lamancine
- Lamanère
- Lamarche
- Lamarche-sur-Saône
- Lamargelle
- Lamaronde
- Lamarque
- Lamarque-Pontacq
- Lamarque-Rustaing
- Lamasquère
- Lamastre
- Lamath
- Lamativie
- Lamayou
- Lamazière-Haute
- Lamazère
- Lambach
- Lamballe
- Lambersart
- Lamberville (Manche)
- Lamberville (Seine-Maritime)
- Lambesc
- Lamblore
- Lambres
- Lambres-lez-Douai
- Lambrey
- Lambruisse
- Lamelouze
- Lamenay-sur-Loire
- Lametz
- Lamillarié
- Lammerville
- Lamnay
- Lamongerie
- Lamontgie
- Lamontjoie
- Lamontélarié
- Lamonzie-Montastruc
- Lamonzie-Saint-Martin
- Lamorlaye
- Lamorville
- Lamothe (Haute-Loire)
- Lamothe (Landes)
- Lamothe-Capdeville
- Lamothe-Cassel
- Lamothe-Cumont
- Lamothe-Fénelon
- Lamothe-Goas
- Lamothe-Landerron
- Lamothe-Montravel
- Lamothe-en-Blaisy
- Lamotte-Beuvron
- Lamotte-Brebière
- Lamotte-Buleux
- Lamotte-Warfusée
- Lamotte-du-Rhône
- Lamouilly
- Lamoura
- Lampaul-Guimiliau
- Lampaul-Plouarzel
- Lampaul-Ploudalmézeau
- Lampertheim
- Lampertsloch
- Lamure-sur-Azergues
- Laméac
- Lamécourt
- Lamérac
- Lanans
- Lanarce
- Lanarvily
- Lanas
- Lanches-Saint-Hilaire
- Lanchy
- Lanchères
- Lancieux
- Lancié
- Lancrans
- Lancé
- Lancôme (miasto)
- Landange
- Landas
- Landaul
- Landaville
- Landavran
- Lande-Chasles
- Lande-Patry
- Lande-Saint-Siméon
- Lande-de-Goult
- Lande-de-Lougé
- Lande-sur-Drôme
- Lande-sur-Eure
- Landebaëron
- Landec
- Landeleau
- Landelles
- Landelles-et-Coupigny
- Landemont
- Landepéreuse
- Landerneau
- Landeronde
- Landerrouat
- Landerrouet-sur-Ségur
- Landersheim
- Landes (Charente-Maritime)
- Landes-Genusson
- Landes-Vieilles-et-Neuves
- Landes-le-Gaulois
- Landes-sur-Ajon
- Landevieille
- Landeyrat
- Landifay-et-Bertaignemont
- Landigou
- Landiras
- Landisacq
- Landivisiau
- Landivy
- Landogne
- Landorthe
- Landos
- Landouzy-la-Cour
- Landouzy-la-Ville
- Landrais
- Landreau
- Landrecies
- Landrecourt-Lempire
- Landremont
- Landres
- Landres-et-Saint-Georges
- Landresse
- Landrethun-le-Nord
- Landrethun-lès-Ardres
- Landreville
- Landrichamps
- Landricourt (Aisne)
- Landricourt (Marne)
- Landroff
- Landry
- Landrévarzec
- Landser
- Landudal
- Landudec
- Landujan
- Landunvez
- Landéan
- Landébia
- Landécourt
- Landéda
- Landéhen
- Landévant
- Landévennec
- Lanespède
- Lanester
- Lanet
- Laneuvelle
- Laneuvelotte
- Laneuveville-aux-Bois
- Laneuveville-derrière-Foug
- Laneuveville-devant-Bayon
- Laneuveville-devant-Nancy
- Laneuveville-en-Saulnois
- Laneuveville-lès-Lorquin
- Laneuville-au-Pont
- Laneuville-au-Rupt
- Laneuville-sur-Meuse
- Laneuvilleroy
- Lanfains
- Lanfroicourt
- Langan
- Langast
- Langatte
- Langeac
- Langeais
- Langensoultzbach
- Langeron
- Langesse
- Langey
- Langlade
- Langley
- Langoat
- Langogne
- Langoiran
- Langolen
- Langon (Gironde)
- Langon (Ille-et-Vilaine)
- Langon (Loir-et-Cher)
- Langonnet
- Langouet
- Langourla
- Langoëlan
- Langres
- Langrolay-sur-Rance
- Langrune-sur-Mer
- Languenan
- Langueux
- Languevoisin-Quiquery
- Languidic
- Languimberg
- Languédias
- Langy
- Langé
- Lanhouarneau
- Lanhères
- Lanhélin
- Lanildut
- Laning
- Laniscat
- Laniscourt
- Lanleff
- Lanloup
- Lanmeur
- Lanmodez
- Lanmérin
- Lanne
- Lanne-Soubiran
- Lanne-en-Barétous
- Lannebert
- Lannecaube
- Lannemaignan
- Lannemezan
- Lannepax
- Lanneplaà
- Lanneray
- Lannes
- Lanneuffret
- Lannilis
- Lannion
- Lannoy
- Lannoy-Cuillère
- Lannux
- Lannéanou
- Lannédern
- Lano
- Lanobre
- Lanouaille
- Lanoux
- Lanouée
- Lanquais
- Lanques-sur-Rognon
- Lanquetot
- Lanrelas
- Lanrigan
- Lanrivain
- Lanrivoaré
- Lanrodec
- Lans
- Lans-en-Vercors
- Lansac (Gironde)
- Lansac (Hautes-Pyrénées)
- Lansac (Pyrénées-Orientales)
- Lansargues
- Lanslebourg-Mont-Cenis
- Lanslevillard
- Lanta
- Lantabat
- Lantages
- Lantan (Cher)
- Lantenay (Ain)
- Lantenay (Côte-d'Or)
- Lantenne-Vertière
- Lanterne-et-les-Armonts
- Lanteuil
- Lanthenans
- Lanthes
- Lantheuil
- Lantic
- Lantignié
- Lantillac
- Lantilly
- Lanton
- Lantosque
- Lantriac
- Lanty
- Lanty-sur-Aube
- Lantéfontaine
- Lanuéjols (Gard)
- Lanuéjols (Lozère)
- Lanuéjouls
- Lanvallay
- Lanvaudan
- Lanvellec
- Lanvollon
- Lanvénégen
- Lanvéoc
- Lanzac
- Lançon (Ardennes)
- Lançon (Hautes-Pyrénées)
- Lançon-Provence
- Laon
- Laons
- Lapalisse
- Lapalud
- Lapan
- Lapanouse
- Lapanouse-de-Cernon
- Laparade
- Laparrouquial
- Lapenche
- Lapenne
- Lapenty
- Laperche
- Laperrière-sur-Saône
- Lapeyre
- Lapeyrouse (Ain)
- Lapeyrouse (Puy-de-Dôme)
- Lapeyrouse-Fossat
- Lapeyrouse-Mornay
- Lapeyrugue
- Lapeyrère
- Lapleau
- Laplume
- Lapoutroie
- Lapouyade
- Lappion
- Laprade (Aude)
- Laprade (Charente)
- Laprugne
- Laps
- Lapte
- Lapugnoy
- Lapège
- Laquenexy
- Laqueuille
- Laragne-Montéglin
- Larajasse
- Laramière
- Laran
- Larbey
- Larbont
- Larbroye
- Larcan
- Larcat
- Larceveau-Arros-Cibits
- Larchamp (Mayenne)
- Larchamp (Orne)
- Larchant
- Larche (Alpes-de-Haute-Provence)
- Larche (Corrèze)
- Larderet
- Lardier-et-Valença
- Lardiers
- Lardy
- Largeasse
- Largentière
- Largillay-Marsonnay
- Largitzen
- Largny-sur-Automne
- Larians-et-Munans
- Larivière
- Larivière-Arnoncourt
- Larmor-Baden
- Larmor-Plage
- Larnage
- Larnagol
- Larnas
- Larnat
- Larnaud
- Larnod
- Laroche-Saint-Cydroine
- Larochemillay
- Larodde
- Laroin
- Laronxe
- Laroque (Gironde)
- Laroque (Hérault)
- Laroque-Timbaut
- Laroque-d'Olmes
- Laroque-de-Fa
- Laroque-des-Albères
- Laroque-des-Arcs
- Laroquebrou
- Laroquevieille
- Larouillies
- Larra
- Larrau
- Larrazet
- Larressingle
- Larressore
- Larret
- Larreule (Hautes-Pyrénées)
- Larreule (Pyrénées-Atlantiques)
- Larrey
- Larribar-Sorhapuru
- Larringes
- Larrivière
- Larrivoire
- Larroque (Haute-Garonne)
- Larroque (Hautes-Pyrénées)
- Larroque (Tarn)
- Larroque-Engalin
- Larroque-Saint-Sernin
- Larroque-Toirac
- Larroque-sur-l'Osse
- Larré (Morbihan)
- Larré (Orne)
- Lartigue (Gers)
- Lartigue (Gironde)
- Laruns
- Laruscade
- Larzac
- Larzicourt
- Larçay
- Larée
- Laréole
- Lasalle
- Lasbordes
- Lascabanes
- Lascaux (Corrèze)
- Lascazères
- Lascelle
- Lasclaveries
- Lasfaillades
- Lasgraisses
- Laslades
- Lassales
- Lassay-les-Châteaux
- Lassay-sur-Croisne
- Lasse (Maine-et-Loire)
- Lasse (Pyrénées-Atlantiques)
- Lasserade
- Lasserre (Ariège)
- Lasserre (Haute-Garonne)
- Lasserre (Lot-et-Garonne)
- Lasserre (Pyrénées-Atlantiques)
- Lasserre-de-Prouille
- Lasseube
- Lasseube-Propre
- Lasseubetat
- Lassicourt
- Lassigny
- Lasson (Calvados)
- Lasson (Yonne)
- Lassouts
- Lassur
- Lassy (Calvados)
- Lassy (Ille-et-Vilaine)
- Lassy (Val-d'Oise)
- Lasséran
- Lastic (Cantal)
- Lastic (Puy-de-Dôme)
- Lastours
- Lataule
- Latet
- Latette
- Lathuile
- Lathus-Saint-Rémy
- Latilly
- Latillé
- Latoue
- Latouille-Lentillac
- Latour
- Latour-Bas-Elne
- Latour-de-France
- Latour-en-Woëvre
- Latrape
- Latrecey-Ormoy-sur-Aube
- Latresne
- Latrille
- Latronche
- Latronquière
- Lattainville
- Lattes
- Lattre-Saint-Quentin
- Lau-Balagnas
- Laubach
- Laubert
- Laubies
- Laubressel
- Laubrières
- Laucourt
- Laudrefang
- Laudun
- Laugnac
- Laujuzan
- Laulne
- Laumesfeld
- Launac
- Launaguet
- Launay
- Launay-Villiers
- Launois-sur-Vence
- Launoy
- Launstroff
- Laupie
- Laurabuc
- Laurac
- Laurac-en-Vivarais
- Lauraguel
- Lauraët
- Laure-Minervois
- Laurenan
- Laurens
- Lauresses
- Lauret (Hérault)
- Lauret (Landes)
- Laurie
- Lauris
- Laurière
- Laurède
- Laussonne
- Laussou
- Lautenbach
- Lautenbachzell
- Lauterbourg
- Lauthiers
- Lautignac
- Lautrec
- Lauw
- Lauwin-Planque
- Laux-Montaux
- Lauzach
- Lauzerte
- Lauzerville
- Lauzet-Ubaye
- Lauzun
- Lauzès
- Lavacquerie
- Laval (Isère)
- Laval (Mayenne)
- Laval-Atger
- Laval-Morency
- Laval-Pradel
- Laval-Roquecezière
- Laval-Saint-Roman
- Laval-d'Aix
- Laval-d'Aurelle
- Laval-de-Cère
- Laval-du-Tarn
- Laval-en-Brie
- Laval-en-Laonnois
- Laval-le-Prieuré
- Laval-sur-Doulon
- Laval-sur-Tourbe
- Laval-sur-Vologne
- Lavalade
- Lavaldens
- Lavalette (Aude)
- Lavalette (Haute-Garonne)
- Lavalette (Hérault)
- Lavallée
- Lavancia-Epercy
- Lavandou
- Lavangeot
- Lavannes
- Lavans-Quingey
- Lavans-Vuillafans
- Lavans-lès-Dole
- Lavans-lès-Saint-Claude
- Lavans-sur-Valouse
- Lavaqueresse
- Lavardac
- Lavardens
- Lavardin (Loir-et-Cher)
- Lavardin (Sarthe)
- Lavars
- Lavaré
- Lavastrie
- Lavatoggio
- Lavau (Aube)
- Lavau (Yonne)
- Lavau-sur-Loire
- Lavaudieu
- Lavaufranche
- Lavault-Sainte-Anne
- Lavault-de-Frétoy
- Lavaur (Dordogne)
- Lavaur (Tarn)
- Lavaurette
- Lavausseau
- Lavaveix-les-Mines
- Lavazan
- Laveissenet
- Laveissière
- Lavelanet
- Lavelanet-de-Comminges
- Laveline-devant-Bruyères
- Laveline-du-Houx
- Lavenay
- Laventie
- Laveraët
- Lavercantière
- Laverdines
- Lavergne (Lot)
- Lavergne (Lot-et-Garonne)
- Lavernat
- Lavernay
- Lavernhe
- Lavernose-Lacasse
- Lavernoy
- Laverrière
- Laversine
- Laversines
- Laveyron
- Laveyrune
- Laveyssière
- Lavieu
- Lavigerie
- Lavignac
- Lavigney
- Lavigny
- Lavillatte
- Laville-aux-Bois
- Lavilledieu
- Lavilleneuve
- Lavilletertre
- Lavincourt
- Laviolle
- Laviron
- Lavit
- Laviéville
- Lavoine
- Lavoncourt
- Lavours
- Lavoux
- Lavoye
- Lavoûte-Chilhac
- Lavoûte-sur-Loire
- Lavérune
- Lawarde-Mauger-l'Hortoy
- Laxou
- Lay
- Lay-Lamidou
- Lay-Saint-Christophe
- Lay-Saint-Remy
- Laye
- Laymont
- Layrac
- Layrac-sur-Tarn
- Layrisse
- Lays-sur-le-Doubs
- Laz
- Lazenay
- Lazer
- Laà-Mondrans
- Laàs
- Laître-sous-Amance
- Le Barcarès
- Le Bar-sur-Loup
- Le Barp
- Le Bec-Hellouin
- Le Bec-Thomas
- Le Blanc-Mesnil
- Le Bocasse
- Le Bodéo
- Le Bois-Hellain
- Le Bois-Robert
- Le Bonhomme
- Le Bosc-Roger-en-Roumois
- Le Bouchon-sur-Saulx
- Le Boulay-Morin
- Le Boulou
- Le Bourdeix
- Le Bourg-Dun
- Le Bouscat
- Le Brethon
- Le Breuil-en-Bessin
- Le Breuil-sur-Couze
- Le Brusquet
- Le Bugue
- Le Buisson-de-Cadouin
- Le Bény-Bocage
- Le Cambout
- Le Catelier
- Le Change (Dordogne)
- Le Chesnay
- Le Chesne (Eure)
- Le Châtellier (Ille-et-Vilaine)
- Le Claon
- Le Cormier
- Le Creusot
- Le Crouais
- Le Doulieu
- Le Falgoux
- Le Faouët (Côtes-d'Armor)
- Le Fau
- Le Favril (Eure)
- Le Ferré
- Le Fidelaire
- Le Fieu
- Le Fleix (Dordogne)
- Le Fresne (Eure)
- Le Frêche
- Le Fœil
- Le Grand-Abergement
- Le Grand-Quevilly
- Le Grez (Sarthe)
- Le Gros-Theil
- Le Haillan
- Le Ham (Mayenne)
- Le Heaulme
- Le Hohwald
- Le Kremlin-Bicêtre
- Le Lac-d'Issarlès
- Le Landin
- Le Langon (Wandea)
- Le Lardin-Saint-Lazare
- Le Leuy
- Le Lion-d'Angers
- Le Loreur
- Le Loroux
- Le Lou-du-Lac
- Le Manoir (Eure)
- Le Mas-d'Agenais
- Le Mesnil-Bacley
- Le Mesnil-Fuguet
- Le Mesnil-Hardray
- Le Mesnil-Jourdain
- Le Mesnil-Mauger
- Le Minihic-sur-Rance
- Le Mée-sur-Seine
- Le Mériot
- Le Neubourg
- Le Neufour
- Le Nizan
- Le Noyer-en-Ouche
- Le Passage (Isère)
- Le Passage (Lot-et-Garonne)
- Le Perreux-sur-Marne
- Le Pertre
- Le Petit-Fougeray
- Le Petit-Quevilly
- Le Pian-Médoc
- Le Pizou
- Le Planquay
- Le Plessier-Huleu
- Le Plessis-Bouchard
- Le Plessis-Grohan
- Le Plessis-Hébert
- Le Plessis-Pâté
- Le Plessis-Robinson
- Le Plessis-Sainte-Opportune
- Le Plessis-Trévise
- Le Porge
- Le Pout
- Le Puy (Gironde)
- Le Puy-en-Velay
- Le Quesnoy
- Le Raincy
- Le Rheu
- Le Ribay
- Le Roncenay-Authenay
- Le Sacq
- Le Sauze-du-Lac
- Le Sel-de-Bretagne
- Le Sen (Landes)
- Le Taillan-Médoc
- Le Teich
- Le Temple (Gironde)
- Le Temple-sur-Lot
- Le Theil-Nolent
- Le Theil-de-Bretagne
- Le Thil (Eure)
- Le Thuit
- Le Thuit-Anger
- Le Tiercent
- Le Tilleul-Lambert
- Le Tilleul-Othon
- Le Torpt
- Le Tourne
- Le Tremblay-Omonville
- Le Tronchet (Ille-et-Vilaine)
- Le Tronchet (Sarthe)
- Le Troncq
- Le Tronquay (Eure)
- Le Tuzan
- Le Val-David
- Le Val-de-Guéblange
- Le Vaudreuil
- Le Verdon-sur-Mer
- Le Verger
- Le Vieil-Évreux
- Le Vigan (Gard)
- Le Vigan (Lot)
- Le Vignau
- Le Vivier-sur-Mer
- Lebetain
- Lebeuville
- Lebiez
- Leboulin
- Lebreil
- Lebucquière
- Lecci
- Lecelles
- Lechâtelet
- Lecques
- Lect
- Lectoure
- Lecumberry
- Lederzeele
- Ledeuix
- Ledinghem
- Ledringhem
- Leers
- Lefaux
- Leffard
- Leffincourt
- Leffonds
- Leffrinckoucke
- Leforest
- Legé
- Leignes-sur-Fontaine
- Leigneux
- Leigné-les-Bois
- Leigné-sur-Usseau
- Leimbach
- Leintrey
- Lelin-Lapujolle
- Lelling
- Lemainville
- Lembach
- Lemberg
- Lembeye
- Lembras
- Lemmecourt
- Lemmes
- Lemoncourt
- Lempaut
- Lempdes (Haute-Loire)
- Lempdes (Puy-de-Dôme)
- Lempire
- Lemps (Ardèche)
- Lemps (Drôme)
- Lempty
- Lempzours
- Lemud
- Lemuy
- Lemé
- Leménil-Mitry
- Lenax
- Lencloître
- Lencouacq
- Lengelsheim
- Lengronne
- Lenharrée
- Lennon
- Lenoncourt
- Lens (Pas-de-Calais)
- Lens-Lestang
- Lent (Ain)
- Lent (Jura)
- Lentigny
- Lentillac-Lauzès
- Lentillac-Saint-Blaise
- Lentilles
- Lentilly
- Lentillères
- Lentiol
- Lento (Francja)
- Lepuix
- Lepuix-Neuf
- Lercoul
- Lerm-et-Musset
- Lerné
- Lerrain
- Lerzy
- Les Andelys
- Les Artigues-de-Lussac
- Les Authieux
- Les Authieux-sur-le-Port-Saint-Ouen
- Les Barils
- Les Baux-Sainte-Croix
- Les Baux-de-Breteuil
- Les Billaux
- Les Bordes-Aumont
- Les Bordes-sur-Arize
- Les Bordes-sur-Lez
- Les Bottereaux
- Les Brulais
- Les Brunels
- Les Bréviaires
- Les Cent-Acres
- Les Champs-Géraux
- Les Damps
- Les Essarts (Eure)
- Les Essarts (Wandea)
- Les Eyzies-de-Tayac-Sireuil
- Les Farges (Dordogne)
- Les Graulges
- Les Hautes-Rivières
- Les Hauts-de-Chée
- Les Hogues
- Les Iffs
- Les Islettes
- Les Lilas
- Les Loges (Seine-Maritime)
- Les Lèches
- Les Monthairons
- Les Mureaux
- Les Mées (Sarthe)
- Les Noës-près-Troyes
- Les Ollières-sur-Eyrieux
- Les Orres
- Les Paroches
- Les Peintures
- Les Places
- Les Préaux (Eure)
- Les Rairies
- Les Roises
- Les Rosiers-sur-Loire
- Les Rues-des-Vignes
- Les Salles-de-Castillon
- Les Souhesmes-Rampont
- Les Thilliers-en-Vexin
- Les Ulis
- Les Ventes
- Les Églisottes-et-Chalaures
- Les Étangs
- Lesbois
- Lesbœufs
- Lescar
- Leschaux
- Leschelles
- Lescheraines
- Lescherolles
- Lescheroux
- Lesches
- Lesches-en-Diois
- Leschères
- Leschères-sur-le-Blaiseron
- Lescousse
- Lescout
- Lescouët-Gouarec
- Lescun
- Lescuns
- Lescure
- Lescure-Jaoul
- Lescure-d'Albigeois
- Lescurry
- Lesdain
- Lesdins
- Lesges
- Lesgor
- Leslay
- Lesme
- Lesmont
- Lesménils
- Lesneven
- Lesparre-Médoc
- Lesparrou
- Lesperon
- Lespesses
- Lespielle
- Lespignan
- Lespinasse
- Lespinassière
- Lespinoy
- Lespiteau
- Lespouey
- Lespourcy
- Lespugue
- Lespéron
- Lesquerde
- Lesquielles-Saint-Germain
- Lesquin
- Lessac
- Lessard-en-Bresse
- Lessard-et-le-Chêne
- Lessard-le-National
- Lessay
- Lesse
- Lesseux
- Lessy
- Lestanville
- Lestards
- Lestelle-Bétharram
- Lestelle-de-Saint-Martory
- Lesterps
- Lestiac-sur-Garonne
- Lestrade-et-Thouels
- Lestre
- Lestrem
- Letia
- Letteguives
- Lettret
- Leubringhen
- Leuc
- Leucamp
- Leucate
- Leuchey
- Leudeville
- Leudon-en-Brie
- Leuglay
- Leugny (Vienne)
- Leugny (Yonne)
- Leuhan
- Leuilly-sous-Coucy
- Leulinghem
- Leulinghen-Bernes
- Leurville
- Leury
- Leutenheim
- Leuville-sur-Orge
- Leuvrigny
- Leuze
- Levainville
- Leval (Nord)
- Leval (Territoire-de-Belfort)
- Levallois-Perret
- Levaré
- Levens
- Levergies
- Levernois
- Levesville-la-Chenard
- Levet
- Levie
- Levier
- Levis
- Levoncourt (Haut-Rhin)
- Levoncourt (Meuse)
- Levroux
- Levécourt
- Lewarde
- Lexy
- Ley
- Leychert
- Leyme
- Leymen
- Leyment
- Leynes
- Leynhac
- Leyr
- Leyrat
- Leyrieu
- Leyritz-Moncassin
- Leyssard
- Leyvaux
- Leyviller
- Lez
- Lez-Fontaine
- Lezay
- Lezennes
- Lezey
- Lezoux
- Lezéville
- Lherm (Haute-Garonne)
- Lherm (Lot)
- Lhez
- Lhommaizé
- Lhomme
- Lhor
- Lhospitalet
- Lhoumois
- Lhuis
- Lhuys
- Lhuître
- Lhéraule
- Lhéry
- Lhôpital
- Liac
- Liancourt
- Liancourt-Fosse
- Liancourt-Saint-Pierre
- Liart
- Lias
- Lias-d'Armagnac
- Libaros
- Libercourt
- Libermont
- Libourne
- Licey-sur-Vingeanne
- Lichans-Sunhar
- Lichos
- Lichtenberg
- Lichères
- Lichères-près-Aigremont
- Lichères-sur-Yonne
- Licourt
- Licq-Athérey
- Licques
- Licy-Clignon
- Lidrezing
- Liebenswiller
- Liebsdorf
- Liebvillers
- Liederschiedt
- Lieffrans
- Liencourt
- Liercourt
- Liergues
- Liernais
- Liernolles
- Lierval
- Lierville
- Lies
- Liesle
- Liesse-Notre-Dame
- Liessies
- Liesville-sur-Douve
- Liettres
- Lieu-Saint-Amand
- Lieuche
- Lieucourt
- Lieudieu
- Lieurac
- Lieuran-Cabrières
- Lieuran-lès-Béziers
- Lieurey
- Lieuron
- Lieusaint (Manche)
- Lieusaint (Seine-et-Marne)
- Lieutadès
- Lieuvillers
- Liez (Aisne)
- Liez (Wandea)
- Liffol-le-Grand
- Liffol-le-Petit
- Liffré
- Ligardes
- Ligescourt
- Liginiac
- Liglet
- Lignac
- Lignairolles
- Lignan-de-Bazas
- Lignan-de-Bordeaux
- Lignan-sur-Orb
- Lignareix
- Lignereuil
- Lignerolles (Côte-d'Or)
- Lignerolles (Górna Normandia)
- Lignerolles (Indre)
- Lignerolles (Orne)
- Lignerolles (Owernia)
- Ligneyrac
- Lignières (Aube)
- Lignières (Cher)
- Lignières (Somme)
- Lignières-Châtelain
- Lignières-Orgères
- Lignières-Sonneville
- Lignières-de-Touraine
- Lignières-en-Vimeu
- Lignières-la-Carelle
- Lignières-sur-Aire
- Lignol
- Lignol-le-Château
- Lignon
- Lignorelles
- Lignou
- Ligny-Saint-Flochel
- Ligny-Thilloy
- Ligny-en-Barrois
- Ligny-en-Brionnais
- Ligny-en-Cambrésis
- Ligny-le-Châtel
- Ligny-le-Ribault
- Ligny-lès-Aire
- Ligny-sur-Canche
- Lignères
- Ligné (Charente)
- Ligné (Loire-Atlantique)
- Lignéville
- Ligron
- Ligré
- Ligsdorf
- Ligueil
- Ligueux (Dordogne)
- Ligueux (Gironde)
- Ligugé
- Lihons
- Lihus
- Lilhac
- Lille
- Lillebonne
- Lillemer
- Lillers
- Lilly
- Limalonges
- Limans
- Limanton
- Limas
- Limay
- Limbrassac
- Limeil-Brévannes
- Limendous
- Limeray
- Limersheim
- Limerzel
- Limetz-Villez
- Limeuil
- Limeux (Cher)
- Limeux (Somme)
- Limey-Remenauville
- Limeyrat
- Limoges
- Limoges-Fourches
- Limogne-en-Quercy
- Limoise
- Limon (Nièvre)
- Limonest
- Limons
- Limont-Fontaine
- Limony
- Limours
- Limousis
- Limoux
- Limpiville
- Limé
- Limésy
- Linac
- Linard
- Linards
- Linars
- Linas
- Linay
- Linazay
- Lindebeuf
- Lindois
- Lindre-Basse
- Lindre-Haute
- Lindry
- Linexert
- Lingeard
- Linghem
- Lingolsheim
- Lingreville
- Linguizzetta
- Lingèvres
- Lingé
- Liniers
- Liniez
- Linières-Bouton
- Linsdorf
- Linselles
- Linthal
- Linthelles
- Linthes
- Lintot
- Lintot-les-Bois
- Linxe
- Liny-devant-Dun
- Linzeux
- Liocourt
- Liomer
- Lion-devant-Dun
- Lion-en-Beauce
- Lion-en-Sullias
- Lion-sur-Mer
- Liorac-sur-Louyre
- Liouc
- Liourdres
- Lioux
- Lioux-les-Monges
- Liposthey
- Lipsheim
- Lirac
- Lirey
- Lironcourt
- Lironville
- Liry
- Liré
- Lisbourg
- Lisieux
- Lisle (Dordogne)
- Lisle (Loir-et-Cher)
- Lisle-en-Barrois
- Lisle-en-Rigault
- Lisle-sur-Tarn
- Lislet
- Lison
- Lisores
- Lisors
- Lissac (Ariège)
- Lissac (Haute-Loire)
- Lissac-et-Mouret
- Lissac-sur-Couze
- Lissay-Lochy
- Lisse-en-Champagne
- Lisses
- Lisseuil
- Lissey
- Lissieu
- Lissy
- Listrac-Médoc
- Listrac-de-Durèze
- Lit-et-Mixe
- Lithaire
- Litteau
- Littenheim
- Litz
- Livaie
- Livarot
- Liverdun
- Liverdy-en-Brie
- Livernon
- Livers-Cazelles
- Livet
- Livet-en-Saosnois
- Livet-et-Gavet
- Livet-sur-Authou
- Livilliers
- Livinhac-le-Haut
- Livinière
- Livron
- Livron-sur-Drôme
- Livry (Calvados)
- Livry (Nièvre)
- Livry-Gargan
- Livry-Louvercy
- Livry-sur-Seine
- Livré
- Livré-sur-Changeon
- Lixhausen
- Lixheim
- Lixing-lès-Rouhling
- Lixing-lès-Saint-Avold
- Lixy
- Lizac
- Lizant
- Lizeray
- Lizine
- Lizines
- Lizio
- Lizières
- Lizos
- Lizy
- Lizy-sur-Ourcq
- Liège (Indre-et-Loire)
- Lièpvre
- Lières
- Liéhon
- Liéramont
- Liévans
- Liévin
- Liézey
- Llagonne
- Llauro
- Llo
- Llupia
- Lobsann
- Loc-Brévalaire
- Loc-Eguiner
- Loc-Eguiner-Saint-Thégonnec
- Loc-Envel
- Locarn
- Loches
- Loches-sur-Ource
- Locheur
- Lochieu
- Lochwiller
- Loché-sur-Indrois
- Locmalo
- Locmaria
- Locmaria-Berrien
- Locmaria-Grand-Champ
- Locmaria-Plouzané
- Locmariaquer
- Locminé
- Locmiquélic
- Locmélar
- Locoal-Mendon
- Locon
- Loconville
- Locqueltas
- Locquignol
- Locquirec
- Locquénolé
- Locronan
- Loctudy
- Locunolé
- Loddes
- Lodes
- Lods
- Lodève
- Loeuilley
- Loffre
- Loge
- Loge-Fougereuse
- Loge-Pomblin
- Loge-aux-Chèvres
- Logelheim
- Loges (Calvados)
- Loges (Haute-Marne)
- Loges-Marchis
- Loges-Margueron
- Loges-Saulces
- Loges-en-Josas
- Loges-sur-Brécey
- Lognes
- Logny-Bogny
- Logny-lès-Aubenton
- Logonna-Daoulas
- Logrian-Florian
- Logron
- Loguivy-Plougras
- Lohitzun-Oyhercq
- Lohr
- Lohuec
- Lohéac
- Loigny-la-Bataille
- Loigné-sur-Mayenne
- Loire-les-Marais
- Loire-sur-Rhône
- Loiron
- Loiré
- Loiré-sur-Nie
- Loisail
- Loisey-Culey
- Loisia
- Loisieux
- Loisin
- Loison
- Loison-sous-Lens
- Loison-sur-Créquoise
- Loisy (Meurthe-et-Moselle)
- Loisy (Saône-et-Loire)
- Loisy-en-Brie
- Loisy-sur-Marne
- Loivre
- Loix
- Lolif
- Lolme
- Lombard (Doubs)
- Lombard (Jura)
- Lombers
- Lombez
- Lombia
- Lombreuil
- Lombron
- Lombrès
- Lomme
- Lommerange
- Lommoye
- Lomné
- Lomont
- Lomont-sur-Crête
- Lompnas
- Lompnieu
- Lompret
- Londe
- Londe-les-Maures
- Londigny
- Londinières
- Long
- Longages
- Longaulnay
- Longavesnes
- Longchamp (Côte-d'Or)
- Longchamp (Haute-Marne)
- Longchamp (Vosges)
- Longchamp-sous-Châtenois
- Longchamp-sur-Aujon
- Longchamps
- Longchamps-sur-Aire
- Longchaumois
- Longcochon
- Longeau-Percey
- Longeault
- Longeaux
- Longechaux
- Longechenal
- Longecourt-en-Plaine
- Longecourt-lès-Culêtre
- Longemaison
- Longepierre
- Longeron
- Longes
- Longessaigne
- Longevelle
- Longevelle-lès-Russey
- Longevelle-sur-Doubs
- Longeville
- Longeville-en-Barrois
- Longeville-lès-Metz
- Longeville-lès-Saint-Avold
- Longeville-sur-Mer
- Longeville-sur-Mogne
- Longeville-sur-la-Laines
- Longevilles-Mont-d'Or
- Longfossé
- Longine
- Longjumeau
- Longlaville
- Longmesnil
- Longnes (Sarthe)
- Longnes (Yvelines)
- Longny-au-Perche
- Longperrier
- Longpont
- Longpont-sur-Orge
- Longpré-le-Sec
- Longpré-les-Corps-Sts
- Longraye
- Longroy
- Longré
- Longsols
- Longueau
- Longuefuye
- Longueil
- Longueil-Annel
- Longueil-Sainte-Marie
- Longuenesse
- Longuenoë
- Longuerue
- Longues-sur-Mer
- Longuesse
- Longueval
- Longueval-Barbonval
- Longueville (Calvados)
- Longueville (Lot-et-Garonne)
- Longueville (Manche)
- Longueville (Nord)
- Longueville (Pas-de-Calais)
- Longueville (Seine-et-Marne)
- Longueville-sur-Aube
- Longueville-sur-Scie
- Longuevillette
- Longuyon
- Longué-Jumelles
- Longvic
- Longvillers (Calvados)
- Longvillers (Pas-de-Calais)
- Longvilliers
- Longwy
- Longwy-sur-le-Doubs
- Longwé
- Longèves (Charente-Maritime)
- Longèves (Wandea)
- Lonlay-l'Abbaye
- Lonlay-le-Tesson
- Lonnes
- Lonny
- Lonrai
- Lons
- Lons-le-Saunier
- Lonzac (Charente-Maritime)
- Lonzac (Corrèze)
- Lonçon
- Looberghe
- Loon-Plage
- Loos
- Loos-en-Gohelle
- Looze
- Loperhet
- Lopigna
- Lopérec
- Loqueffret
- Lor
- Loray
- Lorcières
- Lorcy
- Lordat
- Lorentzen
- Loreto-di-Casinca
- Loreto-di-Tallano
- Lorette
- Loreux
- Lorey (Manche)
- Lorey (Meurthe-et-Moselle)
- Lorges
- Lorgies
- Lorgues
- Lorient
- Loriges
- Lorignac
- Lorigné
- Loriol-du-Comtat
- Loriol-sur-Drôme
- Lorlanges
- Lorleau
- Lormaison
- Lormaye
- Lormes
- Lormont
- Lornay
- Loromontzey
- Loroux-Bottereau
- Lorp-Sentaraille
- Lorquin
- Lorrez-le-Bocage-Préaux
- Lorris
- Lorry-Mardigny
- Lorry-lès-Metz
- Lortet
- Loré
- Loscouët-sur-Meu
- Losne
- Losse
- Lostanges
- Lostroff
- Lothey
- Lottinghen
- Louailles
- Louan-Villegruis-Fontaine
- Louannec
- Louans
- Louargat
- Loubajac
- Loubaresse (Ardèche)
- Loubaresse (Cantal)
- Loubaut
- Loubejac
- Loubens (Ariège)
- Loubens (Gironde)
- Loubens-Lauragais
- Loubers
- Loubersan
- Loubeyrat
- Loubieng
- Loubigné
- Loubillé
- Loubière
- Loubières
- Loubressac
- Loubès-Bernac
- Loubédat
- Loucelles
- Louchats
- Louches
- Louchy-Montfand
- Loucrup
- Loucé
- Loudenvielle
- Loudervielle
- Loudes
- Loudet
- Loudrefing
- Loudun
- Loudéac
- Louer
- Louerre
- Louesme
- Louestault
- Loueuse
- Louey
- Lougratte
- Lougé-sur-Maire
- Louhans
- Louhossoa
- Louignac
- Louin
- Louisfert
- Louit
- Loulans-Verchamp
- Loulay
- Loulle
- Loupe
- Loupeigne
- Loupershouse
- Loupes
- Loupfougères
- Loupia
- Loupiac (Gironde)
- Loupiac (Lot)
- Loupiac (Tarn)
- Loupiac-de-la-Réole
- Loupian
- Louplande
- Loupmont
- Louppy-le-Château
- Louppy-sur-Loison
- Louptière-Thénard
- Lourches
- Lourde
- Lourdios-Ichère
- Lourdoueix-Saint-Michel
- Lourdoueix-Saint-Pierre
- Lourenties
- Loures-Barousse
- Louresse-Rochemenier
- Lourmais
- Lourmarin
- Lournand
- Lourouer-Saint-Laurent
- Louroux
- Louroux-Bourbonnais
- Louroux-Béconnais
- Louroux-Hodement
- Louroux-de-Beaune
- Louroux-de-Bouble
- Lourquen
- Lourties-Monbrun
- Loury
- Louslitges
- Loussous-Débat
- Loutehel
- Loutzviller
- Louvagny
- Louvaines
- Louvatange
- Louveciennes
- Louvemont
- Louvemont-Côte-du-Poivre
- Louvencourt
- Louvenne
- Louvergny
- Louverné
- Louverot
- Louversey
- Louvetot
- Louvie-Juzon
- Louvie-Soubiron
- Louviers
- Louvignies-Quesnoy
- Louvigny (Calvados)
- Louvigny (Moselle)
- Louvigny (Pyrénées-Atlantiques)
- Louvigny (Sarthe)
- Louvigné
- Louvigné-de-Bais
- Louvigné-du-Désert
- Louvil
- Louville-la-Chenard
- Louvilliers-en-Drouais
- Louvilliers-lès-Perche
- Louvière-Lauragais
- Louvières (Calvados)
- Louvières (Haute-Marne)
- Louvières-en-Auge
- Louvois
- Louvrechy
- Louvres
- Louvroil
- Louye
- Louzac-Saint-André
- Louze
- Louzes
- Louzignac
- Louzouer
- Louzy
- Louâtre
- Loué
- Lovagny
- Loyat
- Loye
- Loye-sur-Arnon
- Loyettes
- Loyère
- Lozanne
- Lozay
- Loze
- Lozinghem
- Lozon
- Lozzi
- Luant
- Luart
- Lubbon
- Lubersac
- Lubey
- Lubilhac
- Lubine
- Lublé
- Lubret-Saint-Luc
- Luby-Betmont
- Lubécourt
- Luc (Aveyron)
- Luc (Hautes-Pyrénées)
- Luc (Lozère)
- Luc (Var)
- Luc-Armau
- Luc-en-Diois
- Luc-sur-Aude
- Luc-sur-Orbieu
- Lucarré
- Lucbardez-et-Bargues
- Lucciana
- Luceau
- Lucelle
- Lucenay
- Lucenay-l'Evêque
- Lucenay-le-Duc
- Lucenay-lès-Aix
- Lucerne-d'Outremer
- Lucey (Côte-d'Or)
- Lucey (Meurthe-et-Moselle)
- Lucey (Savoie)
- Lucgarier
- Luchapt
- Luchat
- Lucheux
- Luchy
- Luché-Pringé
- Luché-Thouarsais
- Luché-sur-Brioux
- Lucinges
- Lucmau
- Lucq-de-Béarn
- Lucquy
- Lucs-sur-Boulogne
- Lucy (Francja)
- Lucy (Moselle)
- Lucy-le-Bocage
- Lucy-le-Bois
- Lucy-sur-Cure
- Lucy-sur-Yonne
- Lucé (Eure-et-Loir)
- Lucé (Orne)
- Lucé-sous-Ballon
- Lucéram
- Lude
- Ludes
- Ludesse
- Ludiès
- Ludon-Médoc
- Ludres
- Luemschwiller
- Lugagnac
- Lugagnan
- Lugaignac
- Lugan (Aveyron)
- Lugan (Tarn)
- Lugarde
- Lugasson
- Luglon
- Lugny (Aisne)
- Lugny (Saône-et-Loire)
- Lugny-Bourbonnais
- Lugny-Champagne
- Lugny-lès-Charolles
- Lugo-di-Nazza
- Lugon-et-l'Ile-du-Carnay
- Lugos (Gironde)
- Lugrin
- Lugy
- Luhier
- Luigny
- Luigné
- Luisant
- Luisetaines
- Luitré
- Lullin
- Lully
- Lumbin
- Lumbres
- Lumeau
- Lumes
- Lumigny-Nesles-Ormeaux
- Lumio
- Lunac
- Lunan
- Lunas (Dordogne)
- Lunas (Hérault)
- Lunax
- Lunay
- Luneau
- Lunegarde
- Lunel
- Lunel-Viel
- Luneray
- Lunery
- Lunéville
- Luot
- Lupcourt
- Lupersat
- Lupiac
- Luplanté
- Luppy
- Luppé-Violles
- Lupsault
- Lupstein
- Lupé
- Luquet
- Lurais
- Luray
- Lurbe-Saint-Christau
- Lurcy
- Lurcy-Lévis
- Lurcy-le-Bourg
- Lure
- Lureuil
- Luri
- Luriecq
- Lurs
- Lury-sur-Arnon
- Luré
- Lus-la-Croix-Haute
- Lusanger
- Luscan
- Lusignac
- Lusignan
- Lusignan-Petit
- Lusigny
- Lusigny-sur-Barse
- Lusigny-sur-Ouche
- Lussac (Charente)
- Lussac (Charente-Maritime)
- Lussac (Gironde)
- Lussac-les-Châteaux
- Lussac-les-Eglises
- Lussagnet
- Lussagnet-Lusson
- Lussan (Gard)
- Lussan (Gers)
- Lussan-Adeilhac
- Lussant
- Lussas
- Lussas-et-Nontronneau
- Lussat (Creuse)
- Lussat (Puy-de-Dôme)
- Lussault-sur-Loire
- Lusse
- Lusseray
- Lustar
- Luthenay-Uxeloup
- Lutilhous
- Luttange
- Luttenbach-près-Munster
- Lutter
- Lutterbach
- Lutz-en-Dunois
- Lutzelbourg
- Lutzelhouse
- Luvigny
- Lux (Côte-d'Or)
- Lux (Haute-Garonne)
- Lux (Saône-et-Loire)
- Luxe-Sumberraute
- Luxeuil-les-Bains
- Luxey
- Luxiol
- Luxé
- Luxémont-et-Villotte
- Luynes
- Luyères
- Luz-Saint-Sauveur
- Luzancy
- Luzarches
- Luzay
- Luze
- Luzech
- Luzenac
- Luzeret
- Luzerne
- Luzillat
- Luzillé
- Luzinay
- Luzoir
- Luzy
- Luzy-Saint-Martin
- Luzy-sur-Marne
- Luzé
- Luçay-le-Libre
- Luçay-le-Mâle
- Luçon
- Lué-en-Baugeois
- Ly-Fontaine
- Lyas
- Lyaud
- Lye
- Lynde
- Lyoffans
- Lyons-la-Forêt
- Lys (Nièvre)
- Lys (Pyrénées-Atlantiques)
- Lys-Saint-Georges
- Lys-lez-Lannoy
- Lège
- Lège-Cap-Ferret
- Lème
- Lèves
- Lèves-et-Thoumeyragues
- Léalvillers
- Léaupartie
- Léaz
- Lécaude
- Léchelle (Pas-de-Calais)
- Léchelle (Seine-et-Marne)
- Léchère
- Lécluse
- Lécousse
- Lécussan
- Lédas-et-Penthiès
- Lédat
- Lédenon
- Lédergues
- Lédignan
- Lée
- Lées-Athas
- Léglantiers
- Légna
- Légny
- Léguevin
- Léguillac-de-Cercles
- Léguillac-de-l'Auche
- Légéville-et-Bonfays
- Léhon
- Lélex
- Lémeré
- Léning
- Léobard
- Léogeats
- Léognan
- Léojac
- Léon
- Léoncel
- Léotoing
- Léouville
- Léoville
- Lépanges-sur-Vologne
- Lépaud
- Lépin-le-Lac
- Lépinas
- Lépine
- Lépron-les-Vallées
- Léran
- Léren
- Lérigneux
- Lérouville
- Léry (Côte-d'Or)
- Léry (Eure)
- Léré
- Lésignac-Durand
- Lésigny (Seine-et-Marne)
- Lésigny (Vienne)
- Létanne
- Lételon
- Léthuin
- Létra
- Létricourt
- Lévignac
- Lévignac-de-Guyenne
- Lévignacq
- Lévignen
- Lévigny
- Lévis-Saint-Nom
- Lézan
- Lézardrieux
- Lézat
- Lézat-sur-Lèze
- Lézignan
- Lézignan-Corbières
- Lézignan-la-Cèbe
- Lézigneux
- Lézigné
- Lézinnes
- Lüe
- Lœuilly

| A \| B \| C \| D \| E \| F \| G \| H \| I \| J \| K \| L \| M \| N \| O \| P \| Q \| R \| S \| T \| U \| V \| W \| X \| Y \| Z \| É |